# エントイ
エントイ（英: ENTOI、朝: 엔토이）は、かつて存在した韓国の若者向け会員制コミュニティーサイトである。「ブログ」「ネットラジオ」「チャット」「メッセンジャー」などのコンテンツが利用できた。キャッチコピーは「世の中（世界）が私をスターだと叫ぶ！」。サイト名は「entertainment」「toy」「information」に由来する。
2003年9月3日にネイバーやハンゲームの運営会社である韓国の大手ポータルIT企業NHN（現 NAVER）によって開設。2004年8月には韓国版ハンゲームの「www.entoi.hangame.com」となり、会員の移行がされた。同年12月には韓国版ハンゲームにより吸収され、「entoi.com」は事実上消滅した。ファンの中にはエントイの猟奇ソングを見てファンになった人が多く、今でも猟奇ソングの続編を心待ちにするファンは少なくは無い。

## キャラクター
エントイの看板キャラクターは「トイ（toi）」と呼ばれており、かぶりもの姿に円らな瞳に逆Tの字をした口をし、頭には葉っぱが生えていたり、自分のイメージや理想が浮かび上がったりし、いろんな色のトイが居る。女の子のトイには花飾りがあり主に赤やピンクが多い。全体的に見てテレタビーズを真似た思わせる宇宙人であるが、現在でも韓国のネイバーブログや、ハンゲーム（日本では「プチハンゲーム」、韓国では「フラッシュハンゲーム」）にて、トイが登場するゲーム「トイコック」「ミルクチューチュー」などが公開されているので、「entoi.com」が閉鎖されたとは言え、トイの存在は廃れておらず人気が根強いようだ。